# Santíssima Trinitat (Masaccio)
|  | Per a altres significats, vegeu «Santíssima Trinitat (desambiguació)». |

La Santíssima Trinitat, de títol complet La Santíssima Trinitat, amb la Verge i sant Joan i els donants, és un fresc del pintor renaixentista italià Masaccio pintat cap a l'any 1426. Es troba a l'església dominicana de Santa Maria Novella de Florència (Itàlia) i fa unes mesures de 667 cm d'alçada per 317 d'amplada. L'obra fou redescoberta en la seva integritat el 1861 després de restar oculta des del segle xvi per un retaule de Giorgio Vasari i un altar de pedra. És considerada una de les obres fundacionals de la pintura de l'edat moderna.
Els crítics del segle XIX hi van veure una revelació dels principis de Brunelleschi en arquitectura i l'ús de la perspectiva, fins al punt que alguns van creure que Brunelleschi havia intervingut directament en el disseny de l'obra. Quan Masaccio va executar el fresc, l'arquitectura renaixentista no havia presentat encara cap volta de canó. L'obra recorda les primeres obres de l'arquitectura del prerenaixement com la Basílica de San Lorenzo de Brunelleschi i el tabernacle de Sant Lluís de l'església d'Orsanmichele.

## Descripció

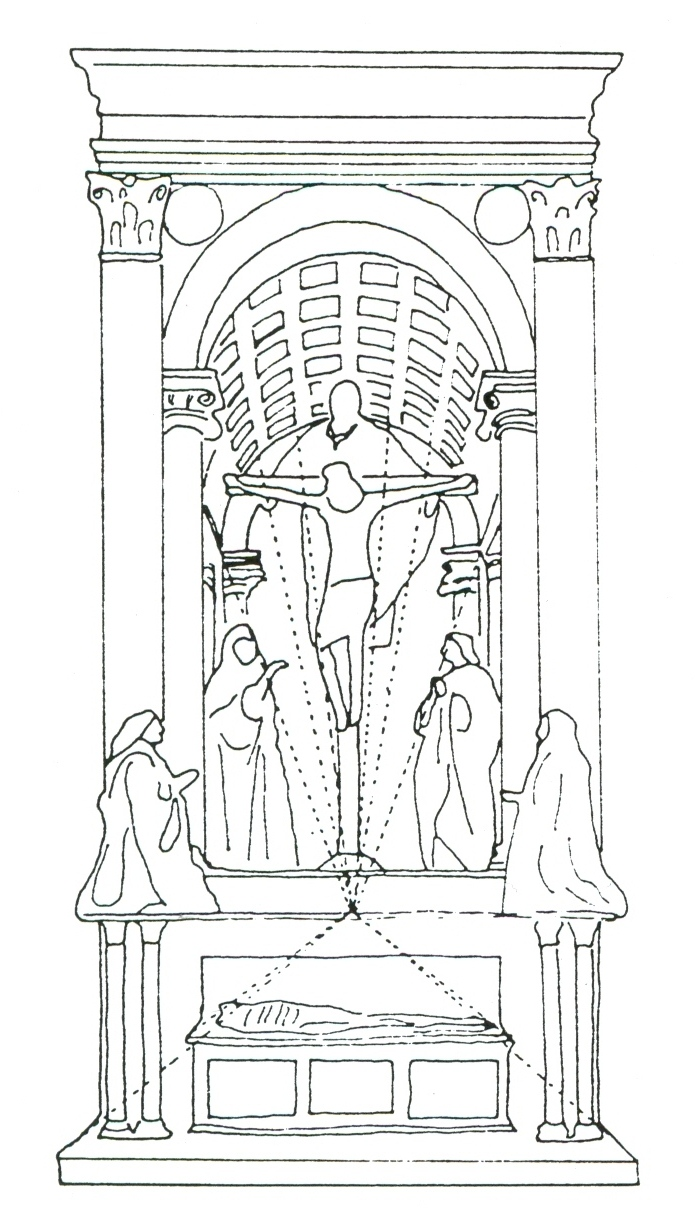
Esquema de la perspectiva lineal de l'obra

La pintura representa el dogma de la Santíssima Trinitat en el marc d'una capella amb una volta de mig canó compartimentada i sostinguda per columnes jòniques flanquejades per pilastres que sostenen un entaulament. Destaca per la seva inspiració, presa dels antics arcs triomfals romans, i l'estricta adhesió als recents descobriments en matèria de perspectiva, amb un punt de fuga al nivell de l'espectador de tal manera que, com descriu Vasari, «el que és bellíssim, a part de les figures, és una volta de canó dibuixada en perspectiva i dividida en quadrats plens de rosasses que disminueixen i es van reduint tan bé que sembla que es perfori el mur». Amb aquest fresc Masaccio aconsegueix la perfecció absoluta de la perspectiva. L'ús que fa Masaccio de la perspectiva fa que la composició sigui un autèntic trompe l'oeil que fa semblar que el mur està efectivament perforat. El fresc va tenir un efecte transformador sobre generacions de pintors florentins i artistes visitants. L'observador s'identifica directament amb el món pictòric gràcies a la grandària natural de les figures i la coincidència del punt de vista en l'espai real i en el quadre.
L'única figura que no té una ocupació de l'espai plenament aconseguida en tres dimensions és el Déu majestuós que suporta la creu, considerat un ésser incommensurable. A ambdues bandes, les figures dels dos donants podrien ser membres de la família Lenzi o, segons hipòtesis més recentment, Berto di Bartolomeo del Bandeario i la seva esposa Sandra. Aquests donants representen una altra important novetat: ocupen l'espai propi de l'espectador, davant del pla de la pintura, que està representat per les columnes jòniques i les pilastres de les quals sembla sorgir la falsa volta. La seva postura és la tradicional per als donants: resant, però a grandària natural i és digna d'esment l'atenció posada en el realisme i el volum. A sota seu, i funcionant com a base de la composició, hi ha un altar de marbre sota el qual es veu un esquelet jacent. Una visió de detall de l'esquelet en el sarcòfag revela també l'antic advertiment, en clares lletres: «IO FU GIÀ QUEL CHE VOI SETE: E QUEL CHI SON VOI ANCOR SARETE» («VAIG SER EL QUE TU ETS I EL QUE JO SÓC TU SERÀS»).
La interpretació més habitual de la Trinitat és que la pintura enllaça amb la connexió medieval tradicional de la capella amb el Calvari, Κρανιου Τοπος en grec (Kraniou Talps) o Gòlgota en arameu, paraules totes elles que signifiquen calavera. La tomba de la part inferior pot ser dels donants o d'Adam. També pot significar el viatge que ha de realitzar l'esperit humà per a aconseguir la salvació, alçant-se sobre la vida terrenal i cos corruptible a través de l'oració (els dos donants) i la intercessió de la Verge i Sant Joan Evangelista davant la Trinitat. La pintura pot llegir-se en sentit vertical ascendent, com l'ascensió cap a la salvació eterna, des de l'esquelet (símbol de la mort) fins a la vida eterna (Déu Pare), passant per l'oració (els donants), la intercessió dels sants (Sant Joan i la Verge), i la redempció (Crist crucificat).